# Reservation Road
Pour plus de détails, voir Fiche technique et Distribution.
Reservation Road ou Au bout de la route au Québec est un film américain réalisé par Terry George, sorti en 2007.

## Synopsis
Dwight Arno est un avocat qui doit partager la garde de son fils Lucas avec son ex-femme Ruth. Alors que père et fils assistent à un match de baseball, Ruth appelle Dwight de son retard pour lui déposer Lucas. Au même moment, Ethan Lerner, professeur d'université, assiste avec son épouse Grace et sa fille Emma, au récital de leur fils Josh. Alors que les Learner s'arrêtent à une station service sur la route de Reservation Road car Grace doit emmener Emma aux toilettes et Ethan en profite pour acheter du liquide pour les essuie-glaces. Josh, resté dans la voiture, sort afin de libérer des lucioles qu'il avait attrapées avec sa jeune sœur. Au même moment, Dwight roule à vive allure en voiture sur cette route afin de ramener Lucas chez sa mère, afin de ne pas être privé de son droit de garde, mais ne peut éviter Josh, qui est violemment percuté par le pare-chocs de sa voiture et qui est tué sur le coup.
Conscient d'avoir renversé le jeune garçon, Dwight, paniqué, quitte les lieux et commet un délit de fuite. Lucas, endormi, est soudainement réveillé par l'accident et a une blessure sans gravité à l'œil, qui a percuté le tableau de bord. Dwight lui cache la vérité en lui disant qu'ils ont heurtés un rondin. Le lendemain, il cache son automobile dans le garage, preuve qui pourrait l'incriminer. Un mois après le choc de la tragédie, Grace parvient petit à petit à revenir à une vie normale, alors qu'Ethan ne parvient pas à surmonter le deuil. Frustré par la lenteur de l'enquête de la police, il se décide à retrouver lui-même le chauffard, dont il avait entraperçu au moment du choc. Il se décide à engager un avocat, qui s'avère être Dwight, qui vit sous le poids de la culpabilité. Dwight découvre aussi que Ruth enseignait la musique à Josh et a pris Emma sous son aile en lui apprenant des leçons de piano.
Après un concert scolaire où Emma rend hommage à son frère défunt, Ethan entend par hasard Dwight appeler son fils, comprenant qu'il est le chauffard qu'il avait aperçu au moment du drame. Craignant que Dwight ne soit emprisonné que pour plusieurs années, il achète une arme à feu afin de se faire justice. Un soir, Ethan se rend chez Dwight, qui a obtenu de son ex-épouse la garde de Lucas pour la semaine afin de passer de bons moments avant de se résoudre à se rendre à la police, et le braque. Ethan l'enferme dans le coffre de sa voiture et l'emmène près de la plage dans le but de le tuer, mais se décide à y renoncer. Dwight récupère le revolver qu'Ethan a lâché par terre et pense vainement à se suicider. Ethan retourne chez lui et pleure dans les bras de Grace.
Quelque temps après, Lucas regarde une vidéo de son père, filmée à la suite de la tragédie, ce qui implique que Dwight a dû se rendre à la police.

## Fiche technique
- Titre : Reservation Road
- Titre québécois : Au bout de la route
- Réalisation : Terry George
- Scénario : Terry George et John Burnham Schwartz (en), d'après Reservation Road de John Burnham Schwartz (en)
- Direction artistique : Kim Jennings
- Décors : Chryss Hionis
- Costume : Catherine George
- Photographie : John Lindley
- Son : Gary Alper
- Casting : Amanda Mackey Johnson et Cathy Sandrich
- Montage : Naomi Geraghty (en)
- Musique : Mark Isham
- Producteurs : A. Kitman Ho (en) et Nick Wechsler
- Producteurs délégués : Dean M. Leavitt et Gina Resnick
- Société de production : Random House Films (en)
- Société de distribution : Focus Features (États-Unis), M6 Vidéo (France)
- Pays de production :  États-Unis
- Langue : anglais
- Format : couleur (Technicolor) — 35 mm — 1,85:1 (Panavision) — son Dolby Digital/DTS
- Genre : drame et thriller
- Durée : 102 minutes
- Dates de sortie :
  - Canada : 13 septembre 2007 (Festival international du film de Toronto)
  - États-Unis : 19 octobre 2007 (sortie limitée)
  - France : 20 août 2008 (sortie directement en DVD)

 Sauf indication contraire, les informations mentionnées dans cette section peuvent être confirmées par la base de données cinématographiques IMDb,  présente dans la section « Liens externes ».

## Distribution
- Joaquin Phoenix  (VF : Boris Rehlinger, VQ : Daniel Picard) : Ethan Learner
- Mark Ruffalo  (VF : Cédric Dumond, VQ : Sylvain Hétu) : Dwight Arno
- Jennifer Connelly  (VF : Véronique Desmadryl, VQ : Marika Lhoumeau) : Grace Learner
- Mira Sorvino  (VF : Danièle Douet, VQ : Hélène Mondoux) : Ruth Wheldon
- Elle Fanning (VF : Alice Orsat, VQ : Juliette Mondoux) : Emma Learner
- Eddie Alderson (VF : Romain Maupin, VQ : Alexandre Bacon) : Lucas Arno
- Sean Curley (en) : Josh Learner
- Antoni Corone (en) (VQ : Mario Desmarais) : sergent Burke
- Gary Kohn  (VF : Alexis Victor) : Norris Wheldon
- John Slattery  (VF : Pascal Germain, VQ : Luis de Cespedes) : Steve Cutter

 Source et légende : version française (VF) sur RS Doublage et Symphonia Films; version québécoise (VQ) sur Doublage qc.ca

## Sortie du film et accueil

### Box-office
Reservation Road récolte 121 994 $ aux États-Unis après être resté que deux semaines à l'affiche, où il est distribué dans 39 salles. À l'international, il rapporte 1 661 196 $ de recettes, portant le total à 1 783 190 $ de recettes mondiales.

### Accueil critique
Lors de sa sortie, Reservation Road rencontre un accueil mitigé des critiques professionnels, avec 36% d'opinions favorables sur le site Rotten Tomatoes, pour 111 critiques collectées et une moyenne de 5,2⁄10, notant dans son consensus que les « performances sont excellentes », mais que le long-métrage « adopte rapidement un ton trop larmoyant virant vers une intrigue hautement improbable ». Sur le site Metacritic, le film récolte un score moyen de 46⁄100, pour 29 critiques.
Il est néanmoins apprécié par le public, puisqu'il obtient 6,7⁄10 sur le site IMDb.

## Distinctions
- Hollywood Film Award 2007 : meilleure actrice dans un second rôle pour Jennifer Connelly